# Le conseguenze dell'amore
Le conseguenze dell'amore is een Italiaanse misdaadfilm uit 2004 onder regie van Paolo Sorrentino.

## Verhaal
Titta di Girolamo, een eenzameling van middelbare leeftijd, woont sinds acht jaar in een hotel in Lugano, Zwitserland, waar hij dagelijks in zijn zondagse pak door de nabijgelegen straten dwaalt en contact met anderen zo veel mogelijk vermijdt. In de lobby van het hotel slaat hij immer vanuit dezelfde zithoek gade hoe de wereld rondom hem zich voortbeweegt, maar onder de bedeesde bolster schuilt een man die aan de lopende band rookt, reeds vierentwintig jaar steevast iedere woensdag om 10.00 uur een shot heroïne in zijn arm injecteert en één keer per jaar zijn bloed laat spoelen. Het oude echtpaar Carlo en Isabella, gevestigd in het logement waarvan ze ooit eigenaar zijn geweest, brengen enig vertier in de vorm van een onophoudelijk gekonkel over een waardige manier van sterven en het kaartspelen in de ontspanningsruimte van Huize Hopeloos (mede bezocht door twee meisjes die elkaar voorlezen en een verdachte man met vlinderdas).
Sporadisch onderhoudt Titta telefonisch contact met zijn familie in Salerno, Italië, maar zijn vrouw Liliana wil niet met hem communiceren en houdt dochter Giulia en hun zonen veeleer uit de buurt van hun vader. Een vrouwelijke hotelbediende wil nader tot de standvastige gast komen, maar Sofia – de beeldschone, stijlvolle serveerster van het hotel – is de enige vrouw die gevoelens bij de verlegen man kan losweken. Titta wil niet in contact komen met de begeerlijke vrouw om zijn veilige bestaan te beschermen, waardoor Sofia haar verleidingspogingen steeds in de kiem gesmoord ziet. Valerio, Titta's jongere stiefbroer, moedigt hem aan zich meer met Sofia bezig te houden, maar pas na een persoonlijke aanval van de serveerster lijkt de norse brildrager te ontwaken uit zijn geforceerde coma.
Acht jaar geleden heeft Titta als zakenman enorme bedragen geïnvesteerd voor zijn cliënten, maar sinds het verliezen van 220 miljard lire van de Camorra moet hij bij wijze van straf gescheiden van zijn familie als pion van de maffia een teruggetrokken leven leiden. Iedere week klopt een rossige vrouw met koffer bij zijn hotelkamer aan, waarna Titta de inhoud van het zwarte valies – 4 tot 9 miljoen dollar – aflevert bij een Zwitserse bank en handmatig laat tellen door de manager en een kwartet accountants. Twee huurmoordenaars gebruiken zijn kamer als uitvalsbasis voor een afrekening – de "misdadige" Martusciello en een toevallig aanwezige jongen in een rolstoel – en ontdekken de koffer die Titta nog dezelfde week moet afleveren. In de bank missen de controleurs een bedrag van 100.000 dollar, maar Titta verbergt zijn diefstal door zijn woede te veinzen en te dreigen met opzegging van zijn rekening. Met het geld koopt de verliefde veertiger een onbetaalbare auto voor Sofia, maar na het accepteren van een paar schoenen weigert de sensuele serveerster het kostbare rijtuig aan te nemen. Sofia bezoekt Titta om zich te verontschuldigen en werkelijk kennis met hem te maken. In een zeldzaam moment van tederheid geeft de hotelgast zijn geheim bloot, waardoor Sofia zich dusdanig geraakt voelt dat ze hem aanbiedt de volgende dag met hem zijn vijftigste verjaardag te vieren.
Op Titta's verjaardag komen de moordenaars terug om de koffer van de week achterover te drukken, waarna de kluizenaar in paniek direct zijn contact van de Siciliaanse maffia, Pippo D'Antò, telefonisch benadert. Titta hervindt zijn rust, grijpt zijn geweer en schakelt de stroom van de lift uit om de gangsters in hun vlucht te vertragen en vervolgens in de parkeergarage voorgoed uit de weg te ruimen. Hij neemt het vliegtuig naar Sicilië – Sofia belandt door een auto-ongeluk in het ziekenhuis en komt niet opdagen voor een afgesproken diner voor twee – om zich tegenover werkgever Nitto Lo Riccio te verklaren. Na aankomst wordt de zakenman naar een hotel in Palermo gebracht voor ondervraging door een capo di tutti capi. Met het verlies van zijn levensdrift vertelt Titta de maffiabaas dat hij het ontbrekende geld in bezit heeft, maar de 9 miljoen dollar niet wil teruggeven aan de rechtmatige eigenaar. Denkend aan zijn vriend Dino Giuffré wordt Titta – hangend aan een strop aan een hijskraan – langzaam neergetakeld in het beton des verraads.

## Rolverdeling
- Toni Servillo - Titta di Girolamo
- Olivia Magnani - Sofia
- Roberta Serretiello - Liliana
- Gianna Paola Scaffidi - Giulia
- Arturo Muselli - zoon Titta
- Dino Angelino - zoon Titta
- Adriano Giannini - Valerio di Girolamo
- Raffaele Pisu - Carlo
- Angela Goodwin - Isabella
- Giovanni Vettorazzo - Letizia
- Giovanni Morosso - Dino Giuffré
- Vittorio Di Prima - Nitto Lo Riccio
- Vincenzo Vitagliano - Pippo D'Antò
- Gilberto Idonea - huurmoordenaar
- Gaetano Bruno - huurmoordenaar
- Manuela Lamanna - vrouw met koffer
- Giselda Volodi - hotelbediende
- Antonio Ballerio - bankmanager
- Roberta Fossile - accountant
- Marco Sorrentino - accountant
- Sergio Valery - accountant
- Ilaria Andolfi - accountant
- Angelo Montella - Martusciello
- Michelangelo Dalisi - jongen in rolstoel
- Ana Valeria Dini - voorlezend meisje
- Sara Celeghin - luisterend meisje
- Rolando Ravello - man met vlinderdas

## Filmmuziek
- 1. Pasquale Catalano - Intro
- 2. Lali Puna - Scary World Theory
- 3. Mogwai - Moses? - I Amn't
- 4. James - Hello
- 5. Pasquale Catalano - Titta
- 6. ISAN - Scoop Rmx
- 7. Grand Popo Football Club - Arab Skank
- 8. Ornella Vanoni - Rossetto E Cioccolato
- 9. Pasquale Catalano - Le Conseguenze Dell'Amore
- 10. Francesco Forni - Terapia Interrotta
- 11. ISAN - Remegio
- 12. Terranova - Concepts
- 13. Boards Of Canada - Gyroscope
- 14. Lali Puna - Satur-Nine
- 15. Pasquale Catalano - La Cava
- 16. Fila Brazillia - Subtle Body